# Martin Kuske
Martin Kuske (* 5. Februar 1940 in Zoppot; † 9. Februar 1995 in Schwerin) war ein deutscher evangelisch-lutherischer Theologe.

## Leben
Martin Kuske war Sohn des Pfarrers in Klein-Katz Zeno Kuske († 1947 in Waukawysk in sowjetischer Kriegsgefangenschaft) und wuchs in Gressow bei Wismar auf. Ab Herbst 1958 studierte er Evangelische Theologie an der Universität Rostock.  Von 1965 bis 1969 war er Wissenschaftlicher Assistent am Systematisch-Theologischen Institut der Universität Rostock, seine Promotion zum Dr. theol. erfolgte 1968. Er wurde zum Pastor der Evangelisch-Lutherischen Landeskirche Mecklenburgs ordiniert und war von 1969 bis 1973 Pastor der Kirchengemeinde Rostock-Südstadt. Danach war er Direktor des Predigerseminars in Gnadau. 1978 wurde er zum Pastor der Peter-und-Paul-Kirche in Teterow berufen.

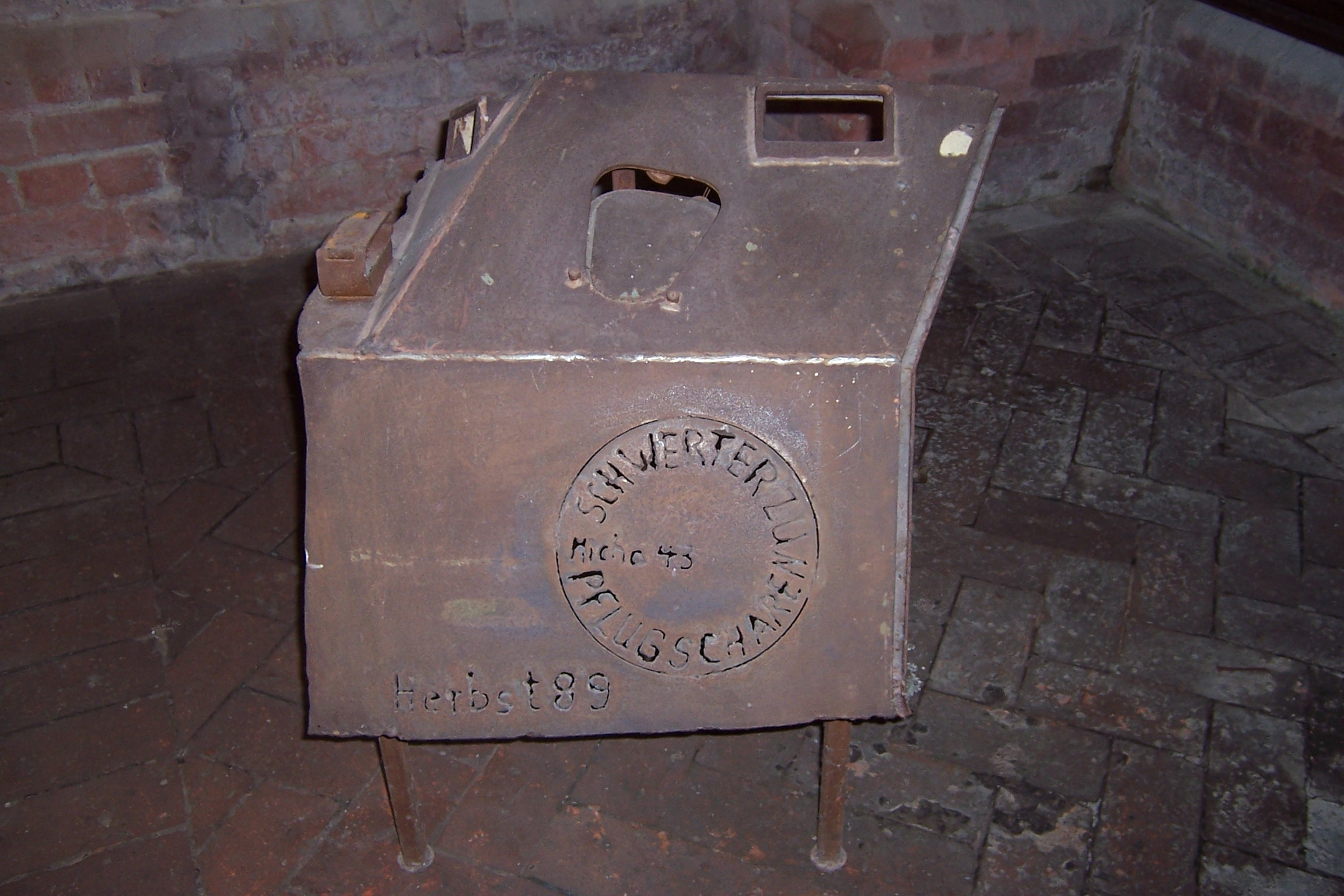
Von Kuske angeregtes „Schwerter zu Pflugscharen“-Denkmal in der Stadtkirche Teterow

In der Stadt und im Kreis war er vielfältig in der Gemeinwesenarbeit tätig. 1989 regte er ein Schwerter zu Pflugscharen-Mahnmal an, für das ein Schrott-Teil eines gepanzerten Fahrzeugs der NVA im Teterower Rüstungsbetrieb RWN (Reparaturwerk Neubrandenburg) verwendet wurde. Gemeinsam mit seiner Frau Ruth baute er nach der Wende 1989 in Teterow eine der ersten Diakonie-Sozialstationen in Mecklenburg-Vorpommern sowie ein Selbsthilfe-Netzwerk auf. 1994 berief ihn die mecklenburgische Landeskirche zum Landespastor für Diakonie.
Seit seiner theologischen Dissertation galt sein besonderes Interesse der Theologie Dietrich Bonhoeffers. Er war Mitbegründer des Bonhoeffer-Komitees beim Bund der Evangelischen Kirchen in der DDR und wurde dessen Sekretär. 1989 sollte er dafür die staatliche Verdienstmedaille der DDR erhalten, was zu einer harten Auseinandersetzung im Vorstand des Komitees, insbesondere mit Wolf Krötke, führte. Sie endete damit, dass Kuske die Medaille nicht entgegennahm. Nach der Wiedervereinigung wurde er Zweiter Vorsitzender der Internationalen Bonhoeffer-Gesellschaft, Sektion Bundesrepublik Deutschland. Für die Neuausgabe Dietrich-Bonhoeffer-Werke bearbeitete er zusammen mit Ilse Tödt Bonhoeffers Nachfolge.
Nur wenige Tage nach seinem 55. Geburtstag schied er durch Suizid aus dem Leben. Er wurde unter großer Anteilnahme am 18. Februar 1995 auf dem Schweriner Waldfriedhof begraben.

## Publikationen
- Das Alte Testament als Buch von Christus: Dietrich Bonhoeffers Wertung und Auslegung des Alten Testaments. (Dissertation, Rostock 1968) Berlin: Evangelische Verl. Anst. 1970; Westausgabe: Göttingen: Vandenhoeck & Ruprecht 1971
- Weltliches Christsein: Dietrich Bonhoeffers Vision nimmt Gestalt an. Berlin: Evang. Verl.-Anst., Berlin 1984; Lizenzausgabe: München: Kaiser 1984 ISBN 3-459-01561-6
- Und du hast mich freundlich angesehen: zum Leben ermutigt. Berlin; Altenburg: Evang. Haupt-Bibelgesellschaft 1987
- Bonhoeffer, Dietrich: Werke, Bd. 4: Nachfolge. Hrsg. von Martin Kuske u. Ilse Tödt. Gütersloh 1989 ISBN 3-459-01815-1 (3. Aufl. 2008: ISBN 3-579-01874-4)
- Käschet und die Arche: wenn Tiere aus der Bibel reden können. Berlin; Altenburg: Evang. Haupt-Bibelges. 1991 ISBN 3-7461-0127-1
- Teterow : [Stadtkirche St. Peter und Paul in Teterow], Kunstverlag Peda, Passau 1993 (Peda-Kunstführer; Nr. 81), ISBN 3-927296-88-0